# Chauffourt
Chauffourt är en kommun i departementet Haute-Marne i regionen Grand Est (tidigare regionen Champagne-Ardenne) i nordöstra Frankrike. Kommunen ligger i kantonen Val-de-Meuse som tillhör arrondissementet Langres. År 2022 hade Chauffourt 181 invånare.

## Befolkningsutveckling
Antalet invånare i kommunen Chauffourt
| Referens: INSEE |